# 2016년 하계 올림픽 트라이애슬론
2016년 하계 올림픽 트라이애슬론, 즉 2016년 리우데자네이루 하계 올림픽 트라이애슬론 경기는 2016년 8월 18일부터 20일까지 포트 코파카바나에서 열렸다. 55명의 선수가 남자 및 여자 종목에 각각 참가했다.

## 형식
올림픽 트라이애슬론 경기에는 세 가지 구성 요소가 포함되어 있다. 바로 1.5km(0.93마일) 수영, 40km(25마일) 사이클, 10km(6.2마일) 달리기이다. 대회는 예선 없이 모든 참가자가 참여하는 단일 이벤트 형식으로 진행되었다.

## 참여 국가
- 아르헨티나 (2)
- 오스트레일리아 (6)
- 오스트리아 (3)
- 아제르바이잔 (1)
- 바베이도스 (1)
- 벨기에 (4)
- 버뮤다 (1)
- 브라질 (2)
- 캐나다 (5)
- 칠레 (1)
- 중화인민공화국 (2)
- 코스타리카 (1)
- 체코 (1)
- 덴마크 (1)
- 에콰도르 (1)
- 에스토니아 (1)
- 프랑스 (5)
- 독일 (5)
- 영국 (6)
- 헝가리 (4)
- 아일랜드 (2)
- 이스라엘 (1)
- 이탈리아 (4)
- 일본 (4)
- 요르단 (1)
- 모리셔스 (1)
- 멕시코 (5)
- 네덜란드 (2)
- 노르웨이 (1)
- 뉴질랜드 (4)
- 폴란드 (1)
- 포르투갈 (3)
- 러시아 (6)
- 슬로바키아 (1)
- 슬로베니아 (1)
- 남아프리카 공화국 (4)
- 스페인 (6)
- 스웨덴 (1)
- 스위스 (4)
- 우크라이나 (1)
- 미국 (6)